# Alcis destrigaria
Alcis destrigaria är en fjärilsart som beskrevs av Adrian Hardy Haworth 1809. Alcis destrigaria ingår i släktet Alcis och familjen mätare. Inga underarter finns listade i Catalogue of Life.